# Леопольд Фітцінгер
Леопольд Фітцінгер (нім. Leopold Joseph Franz Johann Fitzinger; нар.* 13 квітня 1802, Відень — †20 вересня 1884, Фіцінг (тепер частина Відня) — австрійський зоолог.

## Коротка біографія
Ще в ранньому віці з'явився інтерес до природи. У 14 років став учнем фармацевта. Наступного року вступив до Віденського університету, де вивчав зоологію та ботаніку. Проте в 1817 році перервав навчання. З 1817 по 1861 рік він працював у Відні в Музеї натуральної історії, а пізніше став директором зоопарків у Мюнхені та Будапешті.

## Названі на його честь види
- Algyroides fitzingeri
- Craugastor fitzingeri
- Liolaemus fitzingeri